# Reteporella grimaldii
Reteporella grimaldii är en mossdjursart som först beskrevs av Jullien 1903.  Reteporella grimaldii ingår i släktet Reteporella och familjen Phidoloporidae. Inga underarter finns listade i Catalogue of Life.

## Bildgalleri

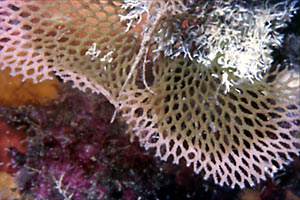